# Данський бот

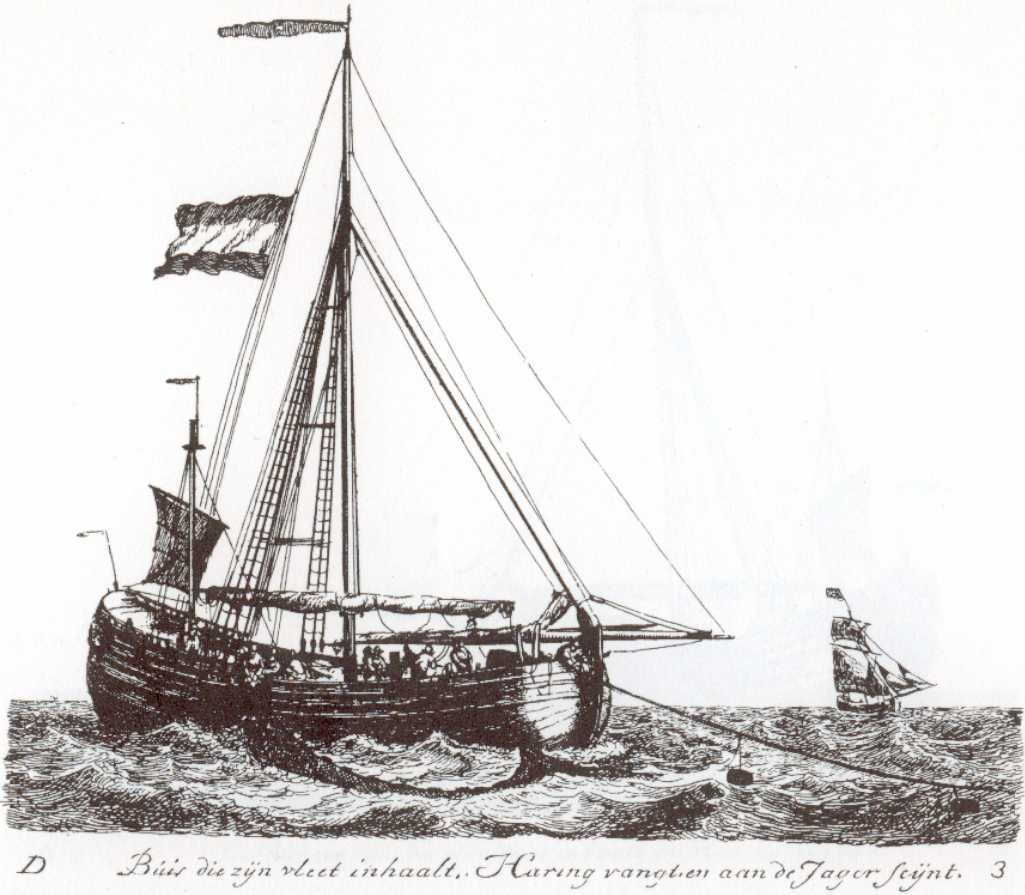

Данський бот — палубний однощогловий корабель з 3-ма косими вітрилами, дуже повними обводами та лекальним баластом, що характеризується великою морехідністю. Використовувався в основному нідерландськими моряками з XVI століття до початку XIX століття для вилову оселедців.
За своєю конструкцією данський бот є характерним представником легких суден давньо-норманської системи конструкції. На початку XX століття данські боти використовувалися лоцманами на морських рятувальних станціях.
Найстаріший відомий корабель такого типу знайдено у Данії. Він відноситься вченими до V століття. Цей човен має при відповідній пропорційності розмірів довжину близько 25 метрів.